# Liste de films français sortis en 2004
Listes de films français
- 2000
- 2001
- 2002
- 2003
- 2004
- 2005
- 2006
- 2007
- 2008

Liste non exhaustive de films français sortis en 2004.

## 2004
| Titre                                               | Réalisateur          | Acteurs | Genre               |
| --------------------------------------------------- | -------------------- | --- | ------------------- |
| 5×2                                                 | François Ozon        | Valeria Bruni Tedeschi, Stéphane Freiss, Géraldine Pailhas                                                      | Romance             |
| 36 quai des Orfèvres                                | Olivier Marchal      | Daniel Auteuil, Gérard Depardieu, André Dussollier                                                              | Drame, policier     |
| À tout de suite                                     | Benoît Jacquot       | Isild Le Besco, Ouassini Embarek, Nicolas Duvauchelle                                                           | Drame               |
| Anatomie de l'enfer                                 | Catherine Breillat   | Amira Casar, Rocco Siffredi                                                                                     | Drame psychologique |
| Azé                                                 | Ange Leccia          | Isa Griese, Rania Hossni, Yasmine Saad Morsi                                                                    |                     |
| Banlieue 13                                         | Pierre Morel         | David Belle, Cyril Raffaelli, Tony D'Amario, Dany Verissimo                                                     | Action              |
| Les Choristes                                       | Christophe Barratier | Gérard Jugnot, François Berléand, Jean-Baptiste Maunier                                                         | Comédie dramatique  |
| Comme une image                                     | Agnès Jaoui          | Marilou Berry, Jean-Pierre Bacri, Agnès Jaoui                                                                   | Comédie dramatique  |
| Confidences trop intimes                            | Patrice Leconte      | Sandrine Bonnaire, Fabrice Luchini, Michel Duchaussoy, Anne Brochet                                             | Romance             |
| La Demoiselle d'honneur                             | Claude Chabrol       | Benoît Magimel, Laura Smet, Aurore Clément, Bernard Le Coq                                                      | Thriller            |
| Deux Frères                                         | Jean-Jacques Annaud  | Guy Pearce, Freddie Highmore, Jean-Claude Dreyfus                                                               | Aventure            |
| Dogora : Ouvrons les yeux                           | Patrice Leconte      | - | Documentaire        |
| L'Enquête corse                                     | Alain Berberian      | Christian Clavier, Jean Reno, Caterina Murino                                                                   | Comédie             |
| L'Esquive                                           | Abdellatif Kechiche  | Osman Elkharraz, Sara Forestier                                                                                 | Comédie dramatique  |
| Feux rouges                                         | Cédric Kahn          | Jean-Pierre Darroussin, Carole Bouquet                                                                          | Film noir, thriller |
| Holy Lola                                           | Bertrand Tavernier   | Jacques Gamblin, Isabelle Carré, Bruno Putzulu                                                                  | Drame               |
| Léo, en jouant « Dans la compagnie des hommes »     | Arnaud Desplechin    | Sami Bouajila, Jean-Paul Roussillon, Wladimir Yordanoff, Hippolyte Girardot                                     | Comédie dramatique  |
| Ma mère                                             | Christophe Honoré    | Isabelle Huppert, Louis Garrel, Emma de Caunes                                                                  | Drame               |
| Mon père est ingénieur                              | Robert Guédiguian    | Ariane Ascaride, Jean-Pierre Darroussin, Gérard Meylan                                                          |                     |
| Podium                                              | Yann Moix            | Benoît Poelvoorde, Jean-Paul Rouve, Julie Depardieu                                                             | Comédie             |
| Les Rivières pourpres 2 : Les Anges de l'apocalypse | Olivier Dahan        | Jean Reno, Benoît Magimel, Christopher Lee                                                                      | Thriller            |
| Rois et Reine                                       | Arnaud Desplechin    | Emmanuelle Devos, Mathieu Amalric, Catherine Deneuve, Maurice Garrel                                            | Comédie dramatique  |
| RRRrrrr!!!                                          | Alain Chabat         | Maurice Barthélemy, Jean-Paul Rouve, Pierre-François Martin-Laval, Élise Larnicol, Pascal Vincent, Alain Chabat | Comédie             |
| Les Temps qui changent                              | André Téchiné        | Catherine Deneuve, Gérard Depardieu, Gilbert Melki                                                              |                     |
| Touristes ? Oh yes !                                | Jean-Pierre Mocky    | Antoine Cholet, Johnny Monteilhet, Catherine Berriane, Paul Müller                                              | Comédie             |
| Triple Agent                                        | Éric Rohmer          | Katerina Didaskalou (en), Serge Renko, Cyrielle Clair                                                           | Film d'espionnage   |
| Un long dimanche de fiançailles                     | Jean-Pierre Jeunet   | Audrey Tautou, Gaspard Ulliel, Dominique Pinon, Clovis Cornillac                                                | Drame               |
| Va, vis et deviens                                  | Radu Mihaileanu      | Yaël Abecassis, Roschdy Zem                                                                                     | Drame               |